# Ofenzíva v guvernorátu Aleppo

Poloha guvernorátu Aleppo v Sýrii

Jihoaleppská ofenzíva je série vojenských operací, zahájených v říjnu 2015 Syrskou arabskou armádou a jejími spojenci proti Islámskému státu a dalším povstaleckým skupinám v severozápadním syrském guvernorátu Aleppo. 

## Popis
Ofenzíva na jihu guvernorátu Aleppo je operace, zahájená 16. října roku 2015, kdy Syrská arabská armáda (SAA) započala rozsáhlou ofenzívu v jižní části guvernorátu Aleppo. Hlavním cílem této operace je zajistit Azzanovy hory a zároveň vytvořit větší nárazníkové pásmo, aby jediná dálnice mířící do hlavního města provincie byla pod kontrolou armády. Dalším cílem je údajně zajistit lepší podmínky pro nadcházející ofenzívy a izolovat povstalecké jednotky v samotném Aleppu. Je známo, že íránský generál Quasem Soleimani se osobně účastní ofenzívy, při které se syrské armádě již podařilo osvobodit několik měst a vesnic, jako velitel 4. mechanizované divize SAA, Hizballáhu (libanonského i iráckého) a íránských a afghánských dobrovolníků. Velký pokrok syrské armády je tedy často připisován íránskému velení.

## Přípravy
Měsíc po ofenzívě na východě spustila SAA operaci v jižní části guvernorátu. Generál Soleimani údajně odcestoval z guvernorátu Latákia do aleppského města Al-Safíra, aby osobně dohlédl na první fázi ofenzívy v Azzanových horách. Spolu s ním se do oblasti přesunul velký konvoj obrněných vozidel, tvořený z velké části iráckými milicemi. Tito vojáci měli za úkol provádět různé operace napříč aleppským venkovem. Soleimani odcestoval do Sýrie v noci na 13.  října, aby se setkal s dalšími íránskými a ruskými poradci, dohlížejícími na ofenzívu ve venkovské části guvernorátu. Spojil se také s dalšími šesti vysokými důstojníky Íránských revolučních gard.

## Ofenzíva SAA
16. říjen: Ráno v 10:00 tamního času započala SAA ve spolupráci s Hizballáhem, Národními obrannými jednotkami (NDF) a Baasistickými brigádami rozsáhlou ofenzívu v jižní části guvernorátu po tom, co byla téměř rok v nečinnosti. Útok byl veden podél venkovských oblastí v Azzanových horách. Podle zdrojů z bitevního pole se SAA a spojencům podařilo získat 4 vesnice od skupin Harakat Ahrar Al-Šám, Jabhat Al-Shamiyah a Svobodné syrské armády (SSA).
17. říjen: SAA podporovaná šíitskými milicemi osvobodila vesnice Abtin, Al-Vadihi, Kvalat al-Nadžam a jejich okolí. Později toho dne postoupily vládní síly k vesnici Al-Šugajdila a zabezpečily dálnici u mezi městy Abtin a Tel al-Šahíd.
18. říjen: Vládní vojska získala vesnici al-Vahidi (pokud se tak nestalo již předchozího dne). Povstalci provedli protiofenzívu u vesnice Al-Šugajdila (situace nejasná).
19. říjen: SAA získala kopce al-Snobrat, al-Marukvat a al-Syriatel. Velitel skupiny Harakat Nour al-Dinal-Zenki zabit v boji. Podle Syrské observatoře pro lidská práva (SOHR) ztratila od začátku ofenzívy vládní vojska nejméně 11 obrněných vozidel. Povstalci získávají výzbroj ze zahraničí (např. střely TOW od Saúdské Arábie), kterou však označili za nedostatečnou.
20. říjen: Dle povstalců byly vysoké ztráty na obou stranách a SAA postupuje jen pomalu. Desetitisíce civilistů opustilo jih guvernorátu.
21. říjen: Syrská armáda přebrala kontrolu nad vesnicemi Al-Sufajrá, Al-Huvajz a údajně také Al-Qarassi.
22. říjen: SAA podporovaná šíitskými milicemi pokračovala v postupu vesnice Balas, Kafr Abid, Tal Maflass (Gajgán) a Al-Ajubi. Do této chvíle SAA ztratila nejméně 15 tanků, buldozerů a obrněných vozů.

## Ofenzíva IS a protiofenzíva rebelů
23. říjen: Po tom, co Islámský stát zaútočil dvěma výbušninami naloženými automobily, zahájil útok na jedinou zásobovací trasu SAA, dálnici Hanaser-Itríja, a získal asi 6 km dálnice. Některé části se později armádě podařilo získat zpět. Boje si za 24 hodin vyžádaly životy 28 islamistů a 21 vládních vojáků. Útok byl pravděpodobně načasován tak, aby se za účelem většího úspěchu časově kryl s protiofenzívou rebelů. Toho dne bylo dále zabito 24 rebelů (včetně velitelů skupin: Armáda mudžahedínů a Thwar al-Sham), zatímco jejich mluvčí oznámil, že ztráty vozidel SAA dosáhly počtu 21. Ke konci dne rebelové obsadili vesnici al-Hamra a vládní vojska získala zpět pod kontrolu většinu dálnice.
24. říjen: Armádní zdroje oznámily, že se jim podařilo dosáhnout západního oraje města Itríja. Hlavní zásobovací trasa byla však stále uzavřena. Tohoto dne byl zabit další velitel povstaleckého uskupení Nur al-Din Zanki a zraněn velitel NDF. Počet mrtvých vládních vojáků bojujících o dálnici vzrostl na 43. Ke konci dne zahájil IS útok na východní předměstí Aleppa a obsadili Tal Reeman a Al-Salihija předtím, než se je vládním silám podařilo za pomoci ruských náletů zastavit.
25. říjen: Rebelům se podařilo po těžkých bojích získat a zase ztratit významnou oblast cementárny na okraji čtvrti města Aleppa Šejk Saíd (zemřelo asi 14 vládních vojáků a deset rebelů). Vládním silám se podařilo získat kontrolu nad dalšími dvěma body u dálnice Hanaser-Itríja. Kvůli písečné bouři bylo však nutno ukončit veškeré vojenské operace. Podle SOHR, IS stále kontroloval část dálnice a blokoval zásobovací trasu do Aleppa.
26. říjen: IS znovu zaútočil na dálnici Hanaser-Itríja, obsadil zde kontrolní bod a zabil osm vládních vojáků. Mezitím rebelové provedli útok na horu Tell Hamirie a farmy u města Kalsa. IS po odpálení čtyř vozidel s výbušninami napadl strategicky významné město As-Safíra. IS se podařilo získat klíčovou vojenskou pozici a dokonce vstoupil do vesnice Tel Aran (severně od As-Safíra) a do severní části města As-Safíra. Později toho dne byli však teroristé s pomocí vládních posil vytlačeni a SAA se podařilo získat kontrolu nad ztracenými pozicemi v oblasti.
28. říjen: Islámský stát získal město Džabul, byl však odražen u města Al Azizija, kde údajně ztratil až 50 bojovníků. Ruská letadla bombardovala velitelství povstalců a nejméně 7 jich zabila.

## Obnovený postup SAA
30. říjen: Vládní vojska získala kopec Tal Itríja v blízkosti dálnice Hanaser-Itríja. Dále také údajně odrazila útok IS na Šejk Hilal a Al-Sán. Podle stejného zdroje se armádě podařilo provést úspěšnou misi u měst Kán Tuman a Quarassi, kde získala jistá venkovská stavení.
31. října: Armáda získala vesnice Džamajma a Marjamín.
1. listopad: SAA pokračovala v postupu a získala malou vesnici Tal Dadín a její strategicky významný vrcholek. Dále osvobozují vesničku Hirbat Al-Šalaš. Rebelové se z těchto pozic stáhli do své bašty Al-Hader. Rebelové znovu získali kopce al-Hobhaz a al-Džamía a vesnici Quarassi. Situace se stává nejasnou.
2. listopad: Vládní vojska údajně získala kontrolu nad vesnicí al-Šugajdila a městečkem Hadídí, které se nachází v blízkosti důležitého města Al-Hader. Také postoupila uvnitř města Kafr Hadad. Později toho dne po těžkých bojích s FSA a jinými islamistickými skupinami převzala SAA a Hizballáh kontrolu nad východním vstupem do města Al-Hader. IS se podařilo dostat pod kontrolu vesnici Taná a ke konci dne se ještě podařilo povstalcům znovu obsadit části města Džabal al-Banjdžíra.
3. listopad: SAA znovu osvobodila město Taná a odrazila útok IS na městečko Tal-Arn.
4. listopad: SAA obnovila po 12 dnech bojů plnou kontrolu nad dálnicí Hanaser-Itríja. Při stahování teroristů k městu Tabaka byl jejich konvoj zasažen ruským letounem. Zlikvidováno minimálně 50 teroristů.
5. listopad: Rebelové obsadili vesnice Tal Mamou a al-Azizija.
6. listopad: SAA přebrala plnou kontrolu nad obcí Kafr Hadad.
8. listopad: SAA znovu osvobodila vesnice Tal Mamou, al-Azizija a Talajlat.
9. listopad: Rebelové znovu dobyli vesnice al-Azizija a Talajlat.
10. listopad: Vládní vojska znovu získávají vesnici al-Azizija a osvobozují vesnice Makala, Um Tavos a Herbet al-Mahal. Rebelové později získali několik stavení u města Al-Hader.
11. listopad: Rebelové dobyli Herbet al-Mahal části vesnice Tam al-Kosa.
12. listopad: Armáda získala klíčové město rebelů Al-Hader a pět dalších vesnic.
13. listopad: SAA získala další 4 vesnice. Celkem tedy již 341 km² území. Ke konci dne byl dále proveden úspěšný výpad na západ. Dobyty byly další dvě vesnice a centrum organizace ICARDA sousedící s dálnicí Idlib-Aleppo. Trasa přerušena.
17. listopad: Vládní vojska osvobodila vesnici Halas a po útoku z nedaleké vesnice Al-Hamra
18. listopad: Rebelové dobyli stavení u vesnice Banes.
20. listopad: SAA získává Burdž Al-Ruman a Al-Umaríja na jihozápad od města Al-Safíra.
Zde byla ofenzíva přerušena kvůli čekání na nové ruské tanky T-90. Ty dorazily o dva týdny později.

## Druhá protiofenzíva rebelů
21. listopad: Rebelové zahájili protiútok na město al-Eis.
23. listopad: Rebelové znovu dobyli 7 vesnic a 2 kopce (včetně města Kafr Hadad). Fronta an-Nusrá získala na šíitských milicích několik Humvee u města Tal Mamou.
28. listopad: Povstalci dobyli vesnici Al-Marjúda.
29. listopad. Povstalci zaútočili na vesnici al-Azizija. Jejich ofenzíva ale skončila neúspěšně a rebelové se museli stáhnout na jih, aby se vyhnuly ruským a syrským leteckým úderům. Při nepovedené ofenzívě ztratili několik ozbrojenců.

## Nový útok SAA a přerušení hlavní zásobovací trasy povstalců
Začal příjezdem posil (Hizballáhu) a hlavně dlouze očekávaných tanků T-90 do jižní části guvernorátu.
3–7. prosinec: SAA získala tři vesnice v okolí města al-Eis.
8. prosinec rebelové znovu získali vesnici Banes. Ve stejný den byla oficiálně vyhlášena 3. fáze ofenzívy SAA.
12–13. prosinec: SAA získala 7 vesnic.
20. prosinec: SAA dobyla strategické město Kán Tuman, 2 přilehlé vesnice a městský muniční sklad v blízkosti dálnice Aleppo-Damašek (M-5). Tímto byla přerušena hlavní zásobovací trasa rebelů z guvernorátu Idlib. Dále obsazena drůbežárna u města Zerba.
21. Postup SAA u města Khan Tuman. Obsazeny 2 vesnice a 2 kopce.

## Následky
11. leden: Vládní vojska zaútočila na město Al-Rašidín (město u Aleppa po směru přerušené dálnice M-5). Získala 2 vesnice v jeho blízkosti.
28. leden: SAA osvobodila vesnici Blouza jižně od města Al-Safíra.

### Analýza ofenzívy
Christopher Kozak z ISW (Institute for the Study of War) tvrdí, že ofenzíva na jihu guvernorátu nebyla ničím jiným než pokusem o odlákaní povstaleckých jednotek ze severu, kde rebelové již 3 roky obléhají šíitská města Nubl a Zahraa a kudy vede hlavní povstalecká zásobovací trasa z Turecka (blokáda měst Zahraa a Nubl prolomena dne 3. 2. 2016).
Největší motivací pro Hizballáh je prolomení blokády dvou šíitských vesnic (Kafriya a Al-Futah) v guvernorátu Idlíb, které jsou zcela obklíčeny frontou An-Nusrá.
Po stovkách kilometrech čtverečních získaných armádou server Al-Masdar přisuzuje velký vliv na obrat ve vývoji ruským náletů a Íránským revolučním gardám.

## Protiofenzíva povstalců včetně Al-Kájdy

### Boje u města Al-Eis
1. duben: Pátečního večera se islamisté ze skupin Džabat an-Nusrá a Džund al-Aksá (obě syrské odnože Al-Kájdy) spolu s dalšími povstalci pokusili převzít kontrolu nad městem Al-Eis západně od města Al-Hader. Jejich útok byl však odražen.
2. duben: Teroristé zaútočili nejdříve několika výbušninami naplněnými auty. Tři z nich však SAA zničila před výbuchem. Dále byli zabiti tři velitelé Fronty an-Nusrá. Později téhož dne však bylo město obsazeno povstalci.
3–12. duben: I přes pokusy obou stran nedošlo k výraznějším postupům. Vzbouřencům se sice podařilo na chvíli zabrat ještě vesnice Khán Tuman, Zajná, Birna a Kalídija (9. 4. 2016) vládním vojskům se však do druhého dne podařilo obnovit kontrolu nad většinou zmíněných sídel. 12. 4. se zase syrská armáda pokusila o průlom u města Al-Eis. Ačkoliv se vládním vojákům téměř podařilo město dobýt, nakonec byl jejich útok odražen.

## Obnovená bitva o Aleppo
Obnovená aleppská ofezíva Syrské armády je vojenská operace zahájená 14. dubna 2016, kdy armádní jednotky spolu s milicemi NDF, Baasistickými bataliony, Jeruzalémskými brigádami, Hizballáhem, iráckými šíitskými skupinami a dalšími spojenci započaly nový útok na povstalecké zásobovací trasy (Castello road) na severu města Aleppo. Hlavním cílem bylo izolovat islamitické jednotky v samotném městě. Na průběh ofenzívy podle dostupných údajů dohlížel velitel jednotek Tiger forces, generál Suheil al-Hassan (znám také pod přezdívkou Tygr). Tento generál se v minulosti podílel na osvobození základny Kvejrís, bojů na dálnici Hanasser-Itríja nebo znovudobytí Palmýry. Jeho poradcem se stal íránský generál Suleimani.
Dva týdny po osvobození Palmýry přišla na řadu pravděpodobně největší bitva od počátku ofenzívy (možná od počátku války). Konečné dobytí Aleppa by pro syrskou armádu znamenalo jeden z největších úspěchů od počátku občanské války. Na rozdíl od osvobozování Palmýry se ale operace má zúčastnit až dvojnásobek vojáků, tedy více než 11 000. Na těžkou bitvu se podle všeho připravovala též Al-Kájda, jejíž Fronta an-Nusrá vyslala do oblasti rozsáhlé posily.
14. dubna 2016 zaútočila syrská armáda ze severu na pozice islamistických vzbouřenců (včetně an-Nusry) a dobyla statky Al-Mallach. Dále zaútočily vládní jednotky na rebely držený uprchlický tábor Handarat. V bojích byl údajně zabit jeden z velitelů fronty an-Nusrá spolu s desítkami spolubojovníků. Současně se islamisté pokoušeli dostat pod kontrolu Kurdy ovládanou část města – Šejk Makvsud, přičemž údajně použili i chemických zbraní.

### Dobytí východního Aleppa syrskou armádou
Ke dni 13. prosince 2016 je bitva o Aleppo prakticky rozhodnuta. Syrská armáda a bojovníci z Íránu a jednotek libanonského Hizballáhu dobyli za podpory ruského vojenského letectva již téměř celou východní část města, kterou od roku 2012 ovládali povstalci. Podle vyjádření jednoho syrského generála se „povstalci buď stáhnou z města nebo musí zemřít“.